# Villa Buri, Avanzi
Villa Buri, Avanzi è una villa veneta che si trova alla periferia di San Pietro in Cariano, verso la valle di Fumane, nella provincia di Verona.
L'edificio ha origini molto antiche, se ne trova riferimento in due pergamene del 1218 e 1225. L'edificio nei secoli, passato di proprietà di una ricca famiglia veronese con possedimenti in Valpolicella, subì numerose modifiche e ampliamenti, come la costruzione della loggia e della colombara.
All'interno sono conservati degli affreschi del XIV secolo.